# 오픈 산스
오픈 산스(Open Sans)는 오픈 소스 휴머니스트 산세리프 글꼴로, 구글의 의뢰를 받아 스티브 매트슨이 디자인했다. 2011년에 출시되었으며, 그가 이전에 안드로이드 모바일 장치를 위해 특별히 만든 디자인인 드로이드를 기반으로 하되, 너비에 약간의 수정이 가해졌다.
이 글꼴은 많은 글자에서 넓은 속공간과 큰 X높이를 특징으로 하며, 화면과 작은 크기에서 가독성이 뛰어나다. 휴머니스트 산세리프 글꼴 계열에 속하며, 진정한 이탤릭체 스타일도 특징이다. 2018년 7월 기준으로 오픈 산스는 구글 폰트에서 두 번째로 가장 널리 사용되는 글꼴로, 2천만 개 이상의 웹사이트에서 하루 40억 회 이상의 조회를 기록한다.
2021년 3월, 오픈 산스 글꼴군은 가변 글꼴 버전이 포함되도록 업데이트 되었으며, 현재 히브리어 문자도 지원한다.

## 사용
오픈 산스는 플랫 디자인 스타일의 웹 디자인에서 인기가 많다.
오픈 산스는 구글의 일부 웹페이지와 인쇄 및 웹 광고에서 사용된다. 영국 노동당, 협동당, 자유민주당의 공식 글꼴이다.
2013년 12월 12일에 출시된 워드프레스 3.8에서 사용되었다.

## 개발
구글에 따르면, "곧게 뻗은 스트레스, 열린 형태, 중립적이면서도 친근한 외관"으로 개발되었으며 "인쇄, 웹, 모바일 인터페이스 전반에서 가독성이 최적화"되었다고 한다. 디자인은 안드로이드틀:풀링크 폰트의 첫 번째 사용자 인터페이스 글꼴로 만들어진 매트슨의 드로이드와 유사하지만, 문자 폭이 더 넓고 이탤릭체가 포함되었다. 다른 이름에 대해 매트슨은 "드로이드는 모바일 화면을 위해 의도적으로 좁게 만들어졌지만 이름에 'narrow'가 없었다. 오픈 산스는 'extended'가 아니므로 그것도 옵션이 아니었다. 그들은 새로운 글꼴군 이름을 선택했다"고 말했다.

## 유니코드 지원
문자 집합은 897개의 글리프를 포함하며, 라틴, 그리스, 키릴 문자 알파벳을 광범위한 발음 구별 기호와 함께 포함한다.
2014년 1월, 이스라엘의 글꼴 디자이너 야네크 이온테프는 초기 접근을 위해 히브리 문자를 다루는 확장 글꼴을 출시했으며 니쿠드를 지원한다(하지만 성조 부호는 아님). 이 확장 글꼴은 인기를 얻어 2016년 리브랜딩에서 텔 아비브 대학교와 같은 저명한 기관과 하아레츠 웹사이트에서 사용되었다. 히브리어 지원은 2021년 3월에 추가되었다.

## 파생 글꼴
오픈 산스는 6가지 굵기 (Light 300, Normal 400, Medium 500, Semi-Bold 600, Bold 700, Extra Bold 800)를 가지며, 각각 이탤릭 버전이 있어 총 12가지 버전이 있지만, Medium과 Medium Italic 스타일은 아직 Adobe Fonts에 승인되지 않았다. 스타일리스트 대체가 여러 개 있으며, 예를 들어 세리프가 있는 대문자 'i' (숫자 '1' 또는 소문자 'L'과 혼동될 수 있는 상황을 위해)와 단층 또는 이층 'g' 중에서 선택할 수 있다. 숫자는 표 형식 또는 비례 리닝 숫자 또는 비례 어긋낸 수로 설정할 수 있다.

### 오픈 산스 컨덴스드
오픈 산스 컨덴스드는 세 가지 스타일을 가진다: 라이트, 볼드, 라이트 이탤릭.
2021년 기준으로 "Regular", "Semibold", "Extra Bold" 버전이 GitHub에 출시되었지만, 아직 Google Fonts 또는 Adobe Fonts에 승인되지 않았다.

### 오픈 세리프
스티브 매트슨은 오픈 세리프, 즉 동반 슬랩 세리프 글꼴군을 디자인했다. 오픈 세리프는 오픈 소스가 아니지만, 스티브 매트슨이 소유한 Matteson Typographics에서 판매하며 2016년 8월 26일에 출시되었다.

### 오픈 산스 소프트
2021년 3월 23일, 매트슨은 오픈 산스의 둥근 버전인 오픈 산스 소프트를 출시했다. 오픈 세리프와 마찬가지로 오픈 소스 글꼴이 아니며 Matteson Typographics에서 판매한다. 원본 오픈 소스 오픈 산스와 대조적으로, 세리프가 있는 대문자 'i'가 해당 글자의 기본 글리프이며, 세리프가 없는 글리프는 스타일리스트 대체로 제공된다.

## 같이 보기
- 오픈 소스 유니코드 서체
- 칸타렐, 이전 GNOME 버전의 기본 글꼴
- 드로이드 (글꼴), 안드로이드 초기 버전의 기본 글꼴
  - 노토 폰트, 안드로이드 신규 버전의 기본 글꼴
  - 로보토, 안드로이드 신규 버전의 기본 글꼴
- IBM 플렉스, IBM의 무료 및 오픈 소스 글꼴
- National Fonts, 무료 및 오픈 소스 태국어 글꼴
- PT Fonts, 러시아의 무료 및 오픈 소스 글꼴
- STIX 글꼴, 과학 및 공학 커뮤니티를 위한 글꼴